# Соун, Том
Том Со́ун (англ. Tom Soehn; род. 15 апреля 1966, Чикаго, Иллинойс) — американский футболист, выступавший на позиции защитника, и футбольный тренер. В настоящее время — главный тренер клуба «Бирмингем Легион».

## Биография

### Ранние годы и начало карьеры
Соун родился в семье иммигрантов. Его родители переехали в США из Германии, но его отец — родом из Румынии. Заниматься футболом он начал в команде «Чикаго Кикерс», когда ему было четыре года.
В 1984—1987 годах Соун обучался в Университете Западного Иллинойса и играл за университетскую футбольную команду «Уэстерн Иллинойс Летернекс», забив 19 голов и отдав 18 голевых передач.

### Клубная карьера
Профессиональную карьеру Соун начал с шоубола. В 1988—1992 годах выступал за команду «Уичито Уингз» в Major Indoor Soccer League. После развала MISL играл в National Professional Soccer League: сезон 1992/93 провёл в команде «Денвер Тандер», после чего вернулся в «Уичито Уингз» ещё на три сезона. В 1995 году отлучался в команду «Лас-Вегас Дастдевилз» из Continental Indoor Soccer League.
Карьера Соуна в большом футболе стартовала в Канадской футбольной лиге, где он выступал за клубы «Оттава Интрепид» в 1989—1990 годах и «Гамильтон Стилерз» в 1991 году. В 1992—1994 годах играл за клуб «Колорадо Фоксес» в Американской профессиональной футбольной лиге.
6 февраля 1996 года на инаугуральном драфте MLS Соун был выбран во втором раунде под общим 13-м номером клубом «Даллас Бёрн». Первый сезон лиги полностью пропустил из-за разрыва передней крестообразной связки колена, полученного в матче «Уичито Уингз» в начале марта 1996 года. Дебютировал за «Бёрн» 16 сентября 1996 года в матче Открытого кубка США, отыграв финальных шесть минут. В MLS дебютировал 29 марта 1997 года в матче стартового тура сезона против «Нью-Инглэнд Революшн», в котором отыграл все 90 минут.
14 июля 1998 года Соун был обменян в «Чикаго Файр» на Брайана Бейтса. Дебютировал за «Файр» 29 июля 1998 года в матче против «Сан-Хосе Клэш». Принял участие в матче за Кубок MLS 1998, в котором «Чикаго Файр» обыграл «Ди Си Юнайтед». 10 октября 1999 года в матче заключительного тура сезона против «Коламбус Крю» забил свой первый гол в MLS. В 2000 году помог «Чикаго» завоевать Открытый кубок США, в финале которого был обыгран «Майами Фьюжн».

### Тренерская карьера
Перед началом сезона 2001 Соун завершил карьеру игрока и вошёл в тренерский штаб «Чикаго Файр» под началом Боба Брэдли в качестве ассистента, а также занял позицию координатора по связям с общественностью.
13 января 2004 года Соун перешёл в «Ди Си Юнайтед» на должность ассистента главного тренера Пётра Новака. 21 декабря 2006 года Соун сменил Новака на тренерском посту. Под его руководством клуб выиграл Supporters’ Shield, вручаемый за победу в регулярном чемпионате MLS, в сезоне 2007 и Открытый кубок США в розыгрыше 2008, а также ещё раз вышел в финал Открытого кубка США в розыгрыше 2009, где уступил «Сиэтл Саундерс». 3 ноября 2009 года «Ди Си Юнайтед» объявил, что контракт с Соуном, истекающий в конце календарного года, не будет продлён.
19 января 2010 года Соун был назначен на должность директора по футбольным операциям «Ванкувер Уайткэпс». 30 мая 2011 года главный тренер клуба Тейтур Тордарсон был уволен и Соуну было поручено временно исполнять тренерские обязанности на оставшуюся часть сезона 2011. После того как пост главного тренера клуба занял Мартин Ренни, Соун вернулся на должность директора по футбольным операциям. 15 ноября 2012 года Соун покинул «Уайткэпс» по взаимному согласию сторон.
10 января 2014 года Соун вошёл в тренерский штаб «Нью-Инглэнд Революшн» в качестве ассистента главного тренера Джея Хипса. 19 сентября 2017 года Хипс был уволен, Соун стал временным главным тренером клуба на оставшуюся часть сезона 2017. 9 ноября 2017 года Брэд Фридель был назначен главным тренером «Революшн», Соун покинул клуб.
16 августа 2018 года Соун был назначен первым главным тренером новообразованного клуба ЮСЛ «Бирмингем Легион», вступающего в лигу в сезоне 2019.

## Достижения
Как игрока
Командные
 «Даллас Бёрн»
- Обладатель Открытого кубка США: 1997

 «Чикаго Файр»
- Чемпион MLS (обладатель Кубка MLS): 1998
- Обладатель Открытого кубка США: 2000

Как тренера
Командные
 «Ди Си Юнайтед»
- Победитель регулярного чемпионата MLS: 2007
- Обладатель Открытого кубка США: 2008

## Тренерская статистика
| Команда                      | Начало работы    | Окончание работы | Результаты | Результаты | Результаты | Результаты | Результаты | Результаты | Результаты | Результаты |
| Команда                      | Начало работы    | Окончание работы | И          | В          | Н          | П          | МГ         | МП         | РГ         | В %        |
| ---------------------------- | ---------------- | ---------------- | ---------- | ---------- | ---------- | ---------- | ---------- | ---------- | ---------- | ---------- |
| Ди Си Юнайтед                | 21 декабря 2006  | 3 ноября 2009    | 134        | 54         | 32         | 48         | 210        | 190        | +20        | 040,30     |
| Ванкувер Уайткэпс (и. о.)    | 30 мая 2011      | 25 октября 2011  | 23         | 5          | 4          | 14         | 23         | 40         | −17        | 021,74     |
| Нью-Инглэнд Революшн (и. о.) | 19 сентября 2017 | 9 ноября 2017    | 5          | 3          | 1          | 1          | 8          | 10         | −2         | 060,00     |
| Бирмингем Легион             | 16 августа 2018  | н. в.            | 55         | 21         | 11         | 23         | 73         | 85         | −12        | 038,18     |
| Всего                        | Всего            | Всего            | 217        | 83         | 48         | 86         | 314        | 325        | −11        | 038,25     |